# Астероид класса E
Спектральный класс E — это класс астероидов, куда входят объекты, поверхность которых содержит в своём составе такой минерал, как энстатит и может иметь сходство с ахондритами. Они составляют довольно большую долю астероидов во внутренней части пояса, но во внешней части пояса становятся очень редки. Есть, однако, и такие, которые встречаются достаточно далеко от внутренней зоны пояса астероидов, например, (64) Ангелина. Предполагается, что они являются остатками внешних слоёв более крупного астероида.
Астероиды данного спектрального класса имеют самые высокие значения альбедо: их поверхность может отражать до 50% падающего на них солнечного света, причём отражённый свет имеет слегка красноватый оттенок, без конкретных линий поглощения в спектре. Такие же спектральные характеристики имеет минерал энстатит (это высокотемпературная разновидность пироксена) или другие силикаты, содержащие железо в свободном (не окисленном) состоянии, которые, следовательно, могут входить в состав астероидов E-класса.
Предположительно эти астероиды представляют собой фрагменты внешних оболочек родительских тел. Они были подвержены наиболее интенсивной тепловой и ударной переработке. Подтверждением этого, вероятно, может являться тот факт, что максимум распределения астероидов данного класса находится вблизи внутренней границы главного пояса. По размерам они крайне небольшие. Только три представителя этого класса достигают в поперечнике 50 км, остальные не превышают в диаметре даже 25 км.
По данным последних исследований астероиды класса E были дополнительно разделены на 3 подкласса:
- подкласс E (I) — семейства Венгрии, назван так в честь одноимённого астероида ((434) Венгрия)
- подкласс E (II) — ангелины, с сильными спектральными линиями поглощения на длине волны 0,5 мкм и 0,92 мкм
- подкласс E (III) — нисы, наблюдаются слабые линии поглощения на длине волны 0,9 мкм.

## Исследования
5 октября 2008 года КА Розетта европейского космического агентства пролетел мимо астероида (2867) Штейнс. Переданные с аппарата спектральные данные подтвердили, что в составе астероида практически отсутствует железо. В основном он состоит из богатых магнием минералов, таких как энстатит, пироксен, форстерит и полевой шпат.

## Примеры астероидов класса E
- (44) Ниса
- (64) Ангелина
- (2867) Штейнс
- (434) Венгрия